# شتيفان كورنر
شتيفان كورنر هو سياسي ألماني، ولد في 8 نوفمبر 1968 في نويماركت إن در أوبرفالتس في ألمانيا. نشط حزبياً في حزب القراصنة الألماني.